# Ā
Ā, ā（a-macron）是拉脱维亚语的一个字母。
- 在拉脱维亚语中，这个字母排在字母表的第 2 位，表示 /aː/ 音（长的 a 音）。
- 在汉语拼音中，ā 作为韵母 a 的阴平声。

除拉脱维亚语外，在一些语言中，ā 也代表长的 a 音，包括毛利语、波利尼西亚语言、拉丁语、日语罗马字和阿拉伯语的罗马化等。

## 字符编码
| 字符编码 | Unicode | ISO 8859-4，10 | ISO 8859-13 | GB 2312 | HKSCS |
| -------- | ------- | -------------- | ----------- | ------- | ----- |
| 大写 Ā   | U+0100  | C0             | C2          | /       | 8856  |
| 小写 ā   | U+0101  | E0             | E2          | A8A1    | 8867  |